# Fontaine de l'homme de la pluie
 (octobre 2024).
La fontaine de l'homme de la pluie (ou fontana dell'Uomo della pioggia) a été installée à Florence, au centre d'un rond-point entre Lungarno Aldo Moro et Viale Enrico de' Nicola, près du pont Varlungo. Elle était composée de la statue Pluie de l'artiste belge Jean Michel Folon et des structures environnantes pour le fonctionnement de la fontaine et de son éclairage.

## Description
La fontaine était située en face du théâtre Tuscanyhall, une grande structure moderne utilisée pour des concerts et d'autres événements. La fontaine était éclairée la nuit par des lumières colorées.
La sculpture en bronze, d'environ trois mètres de haut, représente un homme avec un chapeau et un manteau tenant à la main un manche de parapluie ; cependant au lieu des rabats du parapluie, il projette un jet d'eau en forme de dôme qui suggère à la fois la forme d'un abri et les gouttes de pluie.

## Histoire
La statue est arrivée à Florence à l'occasion du Forum social européen qui s'est tenu dans la ville du 6 au 9 novembre 2002, date à laquelle elle a été offerte à la municipalité de Florence. La fontaine a été inaugurée en 2003.
À l'aube (vers 4h30), le 8 mars 2015, la fontaine et sa statue ont été gravement endommagées par le choc provoqué lors d'un accident de la route par une voiture sortant à grande vitesse du parking d'une discothèque voisine (Otel). La voiture a heurté la sculpture de plein fouet, renversant également certains panneaux de signalisation qui ont fini par heurter une autre voiture  . La statue de Pluie fut brisée en deux ; la partie supérieure  et la partie inférieure  ont été arrachées, les ont jetées sur la route et endommagées. La sculpture en bronze de Jean Michel Folon a été restaurée et déplacée au centre de la rotonde près de l'Obihall, à l'entrée sud de la ville, le 14 décembre 2015, après un sondage auprès de la population florentine. Le maire Dario Nardella a également assisté à la cérémonie de présentation de la restauration,.